# Hinterer Geiersberg
Hinterer Geiersberg ist ein Gemeindeteil der Gemeinde Warmensteinach im Landkreis Bayreuth (Oberfranken, Bayern). Hinterer Geiersberg liegt in der Gemarkung Oberwarmensteinach.

## Geografie
Das Dorf bildet eine geschlossene Siedlung mit Fleckl und Vordergeiersberg im Osten. Diese liegt in einer Rodungsinsel, umgeben von ausgedehnten Waldgebieten. Eine Gemeindeverbindungsstraße führt zur Kreisstraße BT 9 bei Grassemann (0,8 km nordwestlich).

## Geschichte

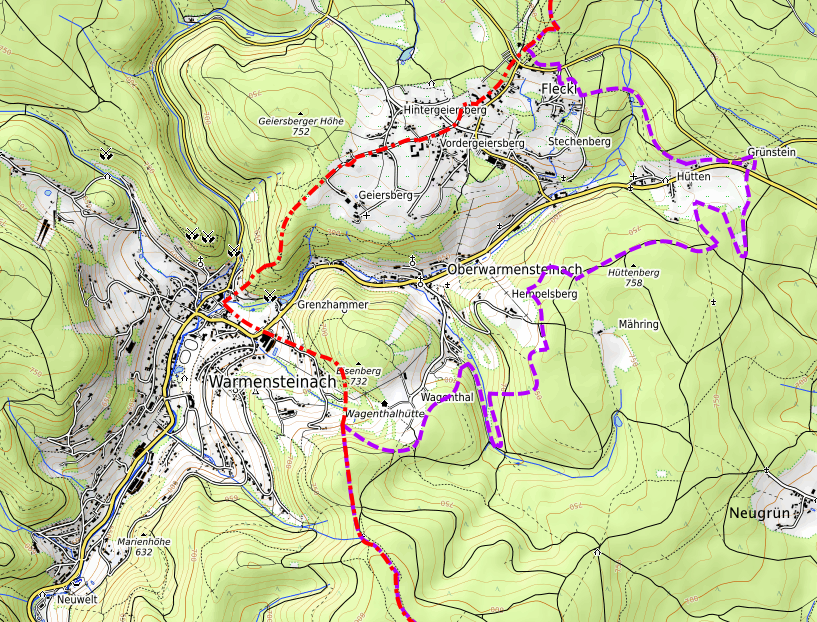
Die Grenze zwischen dem Fürstentum Bayreuth und dem Kurfürstentum Bayern verlief zwischen Hintergeiersberg und Vordergeiersberg

Gegen Ende des 18. Jahrhunderts gehörte Hinterer Geiersberg zur Realgemeinde Kaltensteinach.
Von 1797 bis 1810 unterstand der Ort dem Justiz- und Kammeramt Gefrees. Mit dem Gemeindeedikt wurde Hinterer Geiersberg dem 1812 gebildeten Steuerdistrikt Bischofsgrün zugewiesen. Zugleich entstand die Ruralgemeinde Hinterer Geiersberg. Mit dem Gemeindeedikt von 1818 erfolgte die Eingemeindung nach Bischofsgrün. Am 1. Oktober 1938 wurde Hinterer Geiersberg nach Oberwarmensteinach eingegliedert, das wiederum im Zuge der Gebietsreform in Bayern am 1. Mai 1978 in die Gemeinde Warmensteinach eingegliedert wurde.

### Einwohnerentwicklung
| Jahr      | 001818 | 001861 | 001871 | 001885 | 001900 | 001925 | 001950 | 001961 | 001970 | 001987 |
| Einwohner | 68     | 106    | 124    | 97     | 75     | 94     | 125    | 109    | 107    | 98     |
| Häuser    |        |        |        | 9      | 10     | 13     | 18     | 19     |        | 35     |
| Quelle    | [ 10 ] | [ 11 ] | [ 12 ] | [ 13 ] | [ 14 ] | [ 15 ] | [ 16 ] | [ 17 ] | [ 18 ] | [ 1 ]  |

## Religion
Hinterer Geiersberg ist römisch-katholisch geprägt und war ursprünglich nach Mariä Verkündigung (Fichtelberg) gepfarrt. Seit Mitte des 20. Jahrhunderts ist die Pfarrei St. Laurentius (Oberwarmensteinach) zuständig.